# Золотая малина (премия, 1981)
1-я церемония объявления лауреатов премии «Золотая малина» за сомнительные заслуги в области кинематографа за 1980 год состоялась 31 марта 1981 года в Лос-Анджелесе, в гостиной дома Джона Дж. Б. Уилсона, основателя премии.
Объявление лауреатов должно было пройти 30 марта, за несколько часов до начала церемонии вручения премии «Оскар», но было отложено на сутки (также как и «Оскар»), в связи с покушением на президента США Рональда Рейгана.

## Статистика
| Фильм                                            | номинации | победы |
| ------------------------------------------------ | --------- | ------ |
| • Музыку не остановить / Can't Stop the Music    | 7         | 2      |
| • Ксанаду / Xanadu                               | 6         | 1      |
| • Певец джаза / The Jazz Singer                  | 5         | 2      |
| • Окна / Windows                                 | 5         | -      |
| • Формула / The Formula                          | 4         | -      |
| • Разыскивающий / Cruising                       | 3         | -      |
| • Поднять «Титаник» / Raise the Titanic          | 3         | -      |
| • Сатурн-3 / Saturn 3                            | 3         | -      |
| • Бритва / Dressed to Kill                       | 3         | -      |
| • Смена сезонов / A Change of Seasons            | 3         | -      |
| • Пятница, 13-е / Friday the 13th                | 2         | -      |
| • Остров / The Island                            | 2         | -      |
| • Сияние / The Shining                           | 2         | -      |
| • Испытавший любовь / Touched by Love            | 2         | -      |
| • Сумасшедший средний возраст / Middle Age Crazy | 2         | -      |

## Список лауреатов и номинантов
Победители выделены отдельным цветом. 
| Категории                             | Лауреаты и номинанты                                                                                               | Лауреаты и номинанты                                                                                  | Лауреаты и номинанты                                                                                  |
| ------------------------------------- | --- | --- | --- |
| Худший фильм                          | • Музыку не остановить (AFD) (продюсер: Аллан Карр)                                                                | • Музыку не остановить (AFD) (продюсер: Аллан Карр)                                                   | • Музыку не остановить (AFD) (продюсер: Аллан Карр)                                                   |
| Худший фильм                          | • Разыскивающий (Lorimar/United Artists) (продюсер: Джерри Вайнтрауб)                                              | | |
| Худший фильм                          | • Формула (MGM/UA) (продюсер: Стив Шэган)                                                                          | | |
| Худший фильм                          | • Пятница, 13-е (Paramount) (продюсер: Шон С. Каннингем)                                                           | | |
| Худший фильм                          | • Певец джаза (AFD) (продюсер: Джерри Лейдер)                                                                      | | |
| Худший фильм                          | • Обнажённая бомба / The Nude Bomb (Universal) (продюсер: Дженнингс Лэнг)                                          | | |
| Худший фильм                          | • Поднять Титаник (AFD) (продюсер: Уильям Фрай)                                                                    | | |
| Худший фильм                          | • Сатурн-3 (AFD) (продюсер: Стэнли Донен)                                                                          | | |
| Худший фильм                          | • Окна (United Artists) (продюсер: Майк Лобелл)                                                                    | | |
| Худший фильм                          | • Ксанаду (Universal) (продюсер: Лоуренс Гордон)                                                                   | | |
| Худшая мужская роль                   | | • Нил Даймонд — Певец джаза (за роль Джесса Робина)                                                   | • Нил Даймонд — Певец джаза (за роль Джесса Робина)                                                   |
| Худшая мужская роль                   | • Майкл Бек — «Ксанаду» (за роль Сонни Мэлоуна)                                                                    | | |
| Худшая мужская роль                   | • Роберт Блейк — «От Берега до Берега» (за роль Чарльза Каллахана)                                                 | | |
| Худшая мужская роль                   | • Майкл Кейн — | «Бритва» (за роль доктора Роберта Эллиота), «Остров» (за роль Блэйра Мэйнарда)                        | |
| Худшая мужская роль                   | • Кирк Дуглас — «Сатурн-3» (за роль Адама)                                                                         | | |
| Худшая мужская роль                   | • Ричард Дрейфус — «Состязание» (за роль Пола Дитриха)                                                             | | |
| Худшая мужская роль                   | • Энтони Хопкинс — «Смена сезонов» (за роль Адама Эванса)                                                          | | |
| Худшая мужская роль                   | • Брюс Дженнер — «Музыку не остановить» (за роль Рона Уайта)                                                       | | |
| Худшая мужская роль                   | • Сэм Дж. Джонс — «Флэш Гордон» (за роль Флэша Гордона)                                                            | | |
| Худшая женская роль                   | | • Брук Шилдс — «Голубая лагуна» (за роль Эммелин)                                                     | • Брук Шилдс — «Голубая лагуна» (за роль Эммелин)                                                     |
| Худшая женская роль                   | • Нэнси Аллен — «Бритва» (за роль Лиз Блейк)                                                                       | | |
| Худшая женская роль                   | • Фэй Данауэй — «Первый смертный грех» (за роль Барбары Делани)                                                    | | |
| Худшая женская роль                   | • Шелли Дюваль — «Сияние» (за роль Венди Торренс)                                                                  | | |
| Худшая женская роль                   | • Фэрра Фосетт — «Сатурн-3» (за роль Алекс)                                                                        | | |
| Худшая женская роль                   | • Сондра Локк — «Бронко Билли» (за роль Антуанетты Лили)                                                           | | |
| Худшая женская роль                   | • Оливия Ньютон-Джон — «Ксанаду» (за роль Киры / Терпсихоры)                                                       | | |
| Худшая женская роль                   | • Валери Перрин — «Музыку не остановить» (за роль Саманты Симпсон)                                                 | | |
| Худшая женская роль                   | • Дебора Раффин — «Испытавший любовь» (за роль Лены Канады)                                                        | | |
| Худшая женская роль                   | • Талия Шайр — «Окна» (за роль Эмили Холландер)                                                                    | | |
| Худшая мужская роль второго плана     | Лоренс Оливье | • Джон Адамес — «Глория» (за роль Фила Доуна)                                                         | • Джон Адамес — «Глория» (за роль Фила Доуна)                                                         |
| Худшая мужская роль второго плана     | Лоренс Оливье | • Лоренс Оливье — «Певец джаза» (за роль Кантора Рабиновича)                                          | |
| Худшая мужская роль второго плана     | Лоренс Оливье | • Марлон Брандо — «Формула» (за роль Адама Штейффеля)                                                 | |
| Худшая мужская роль второго плана     | Лоренс Оливье | • Чарлз Гродин — «Как в старое доброе время» (за роль Айры Паркса)                                    | |
| Худшая мужская роль второго плана     | Лоренс Оливье | • Дэвид Селби — «Поднять Титаник» (за роль доктора Джина Сигрэма)                                     | |
| Худшая женская роль второго плана     | | • Эми Ирвинг — «Жимолость» (за роль Лили Рэмси)                                                       | • Эми Ирвинг — «Жимолость» (за роль Лили Рэмси)                                                       |
| Худшая женская роль второго плана     | • Элизабет Эшли — «Окна» (за роль Андреа Глассен)                                                                  | | |
| Худшая женская роль второго плана     | • Георг Стэнфорд Браун (в женской одежде) — «Буйно помешанные»                                                     | | |
| Худшая женская роль второго плана     | • Бетси Палмер — «Пятница, 13-е» (за роль Памелы Вурхиз)                                                           | | |
| Худшая женская роль второго плана     | • Мэрилин Сокол — «Музыку не остановить» (за роль Лулу Брехт)                                                      | | |
| Худший режиссёр                       | | • Роберт Гринуолд за фильм «Ксанаду»                                                                  | • Роберт Гринуолд за фильм «Ксанаду»                                                                  |
| Худший режиссёр                       | • Джон Г. Эвилдсен — «Формула»                                                                                     | | |
| Худший режиссёр                       | • Брайан Де Пальма — «Бритва»                                                                                      | | |
| Худший режиссёр                       | • Уильям Фридкин — «Разыскивающий»                                                                                 | | |
| Худший режиссёр                       | • Сидни Дж. Фьюри и Ричард Флейшер — «Певец джаза»                                                                 | | |
| Худший режиссёр                       | • Стэнли Кубрик — «Сияние»                                                                                         | | |
| Худший режиссёр                       | • Майкл Ритчи — «Остров»                                                                                           | | |
| Худший режиссёр                       | • Джон Трент — «Сумасшедший средний возраст»                                                                       | | |
| Худший режиссёр                       | • Нэнси Уокер — «Музыку не остановить»                                                                             | | |
| Худший режиссёр                       | • Гордон Уиллис — «Окна»                                                                                           | | |
| Худший сценарий                       | Аллан Карр | • Бронте Вудард и Аллан Карр — «Музыку не остановить»                                                 | • Бронте Вудард и Аллан Карр — «Музыку не остановить»                                                 |
| Худший сценарий                       | Аллан Карр | • Эрик Сигал, Ронни Керн и Фред Сигал — «Смена сезонов»                                               | |
| Худший сценарий                       | Аллан Карр | • Уильям Фридкин — «Разыскивающий»                                                                    | |
| Худший сценарий                       | Аллан Карр | • Стив Шэган — «Формула»                                                                              | |
| Худший сценарий                       | Аллан Карр | • Элеанор Бергстин — «Теперь мой ход»                                                                 | |
| Худший сценарий                       | Аллан Карр | • Карл Кляйншмидт — «Сумасшедший средний возраст»                                                     | |
| Худший сценарий                       | Аллан Карр | • Адам Кеннеди и Эрик Хьюз — «Поднять Титаник»                                                        | |
| Худший сценарий                       | Аллан Карр | • Хеспер Андерсон — «Испытавший любовь»                                                               | |
| Худший сценарий                       | Аллан Карр | • Бэрри Сигел — «Окна»                                                                                | |
| Худший сценарий                       | Аллан Карр | • Ричард К. Данус и Марк Рубел — «Ксанаду»                                                            | |
| Худшая песня к фильму                 | • The Man with Bogart's Face — «Человек с лицом Богарта» — музыка: Джордж Данинг, слова: Эндрю Фенади              | • The Man with Bogart's Face — «Человек с лицом Богарта» — музыка: Джордж Данинг, слова: Эндрю Фенади | • The Man with Bogart's Face — «Человек с лицом Богарта» — музыка: Джордж Данинг, слова: Эндрю Фенади |
| Худшая песня к фильму                 | • (You) Can't Stop The Music — «Музыку не остановить» — музыка и слова: Жак Морали                                 | | |
| Худшая песня к фильму                 | • Suspended in Time — «Ксанаду» — музыка и слова: Джон Фаррар                                                      | | |
| Худшая песня к фильму                 | • Where Do You Catch The Bus for Tomorrow? — «Смена сезонов» — музыка: Генри Манчини, слова: Алан и Мэрлин Бергман | | |
| Худшая песня к фильму                 | • You, Baby, Baby! — «Певец джаза» — музыка и слова: Нил Даймонд                                                   | | |
| Премия за худшие достижения в карьере | • Рональд Рейган — кинозвезде-пенсионеру (Retired movie star).                                                     | • Рональд Рейган — кинозвезде-пенсионеру (Retired movie star).                                        | • Рональд Рейган — кинозвезде-пенсионеру (Retired movie star).                                        |